# Gladiogobius brevispinis
Gladiogobius brevispinis är en fiskart som beskrevs av Koichi Shibukawa och Allen 2007. Gladiogobius brevispinis ingår i släktet Gladiogobius och familjen smörbultsfiskar. Inga underarter finns listade i Catalogue of Life.